# Hypolestes clara
Hypolestes clara és una espècie d'insecte pertanyent a la família Megapodagrionidae.

## Hàbitat
Viu als boscos situats des de les terres baixes fins a una altitud mitjana, incloent-hi aiguamolls, rierols i rius.

## Distribució geogràfica
És un endemisme de Jamaica.

## Estat de conservació
Les seues principals amenaces inclouen la desforestació, l'extracció d'aigua subterrània i l'alta densitat de la població humana a Jamaica.